# Simulador de vida na fazenda
Simuladores de vida na fazenda são um subgênero de jogos eletrônicos de simulação de vida que mistura elementos de simulação social, simulação de romance e simulação de fazenda. Os jogos geralmente apresentam um protagonista que vai para um ambiente rural e assume uma fazenda, muitas vezes por causa de uma herança de um parente falecido ou por causa do tédio urbano. O personagem do jogador cultiva plantações e cria gado para ganhar dinheiro, e pode interagir com um amplo elenco de personagens que são habitantes da cidade e trabalhar para atingir o objetivo do enredo principal, se houver um. Os enredos dos jogos geralmente apresentam cidades fantasmas em extinção que devem ser revitalizadas pelas ações do jogador.
O gênero teve origem na série Story of Seasons (anteriormente chamada de Harvest Moon em inglês), que foi praticamente a única série do gênero até que Stardew Valley, um jogo independente de sucesso inspirado por ela, popularizou os simuladores de vida na fazenda como um gênero distinto.

## História
O primeiro jogo do gênero foi Harvest Moon, lançado nos últimos anos da vida do Super Nintendo. Inspirado em sua infância no campo e na série de jogos Derby Stallion, o produtor Yasuhiro Wada queria criar um jogo de "interpretação de papéis" em ambiente rural sem nenhum combate. O jogo era protagonizado por Pete, que se mudava para o campo para cuidar de uma fazenda herdada de seu avô. O jogador podia explorar a cidade e interagir com seus habitantes. Como bônus, o jogador podia se relacionar e se casar com as pretendentes da cidade, tornando-o um dos primeiros exemplos de simulação de namoro. Um jogo influente posterior da série Story of Seasons foi o spin-off Rune Factory, que combinava jogos de simulação de vida na fazenda com o gênero de RPGs japoneses e apresentava exploração de masmorras. Essa fusão com RPGs é agora uma variante conhecida dos simuladores de vida na fazenda.
A série foi a única do gênero por décadas e, por isso, costumava ser comercializada como um jogo de RPG. A série continuou sendo uma propriedade estável e consistente, mas não vendeu em grande quantidade por muitos anos. Em 2016, Eric Barone lançou o jogo desenvolvido por ele mesmo, Stardew Valley, que explodiu em popularidade, tornando-se um dos jogos independentes de maior sucesso de todos os tempos. O jogo popularizou esse tipo de jogo e o transformou em um gênero. O uso da expressão "simulador de vida na fazenda" (do inglês: farm life sim) começou a aparecer depois disso.
Depois do sucesso de Stardew Valley, o gênero passou por um aumento drástico de popularidade, e mais simuladores de vida na fazenda foram lançados, muitos dos quais também eram independentes.

## Exemplos notáveis
- Série Story of Seasons (1996–presente)[9]
  - Subsérie Rune Factory (2006–presente)[10]
  - Innocent Life (2006)[11]
- Stardew Valley (2016)[12]
- My Time at Portia (2019)[13]
- Animal Crossing: New Horizons (2020)[a]
- Garden Story (2021)[15]
- Harvestella (2022)[16]
- Ooblets (2022)[17]
- Disney Dreamlight Valley (2023)[18]
- Fae Farm (2023)[19]